# Sorne
Die Sorne ist ein 31 km langer linker Nebenfluss der Birs im nördlichen Jura. Mit einem Einzugsgebiet von 209 km² macht die Sorne 23 % des gesamten Einzugsgebietes der Birs aus und zählt zu deren wichtigsten Zuflüssen.

## Name
Der Name tritt erstmals als Gauname im 7. Jahrhundert („Sornegaudia Vico“) in Erscheinung. Meist wird er von der indogermanischen Wurzel *ser-/*sor- „fliessen, strömen“ hergeleitet. Möglich wäre auch eine Ableitung von dem wohl keltischen Wort *suro- „(ausgepresste) Flüssigkeit“, welches zum indogermanischen Verb *seu- „auspressen“ gestellt wird.

## Geographie

### Verlauf

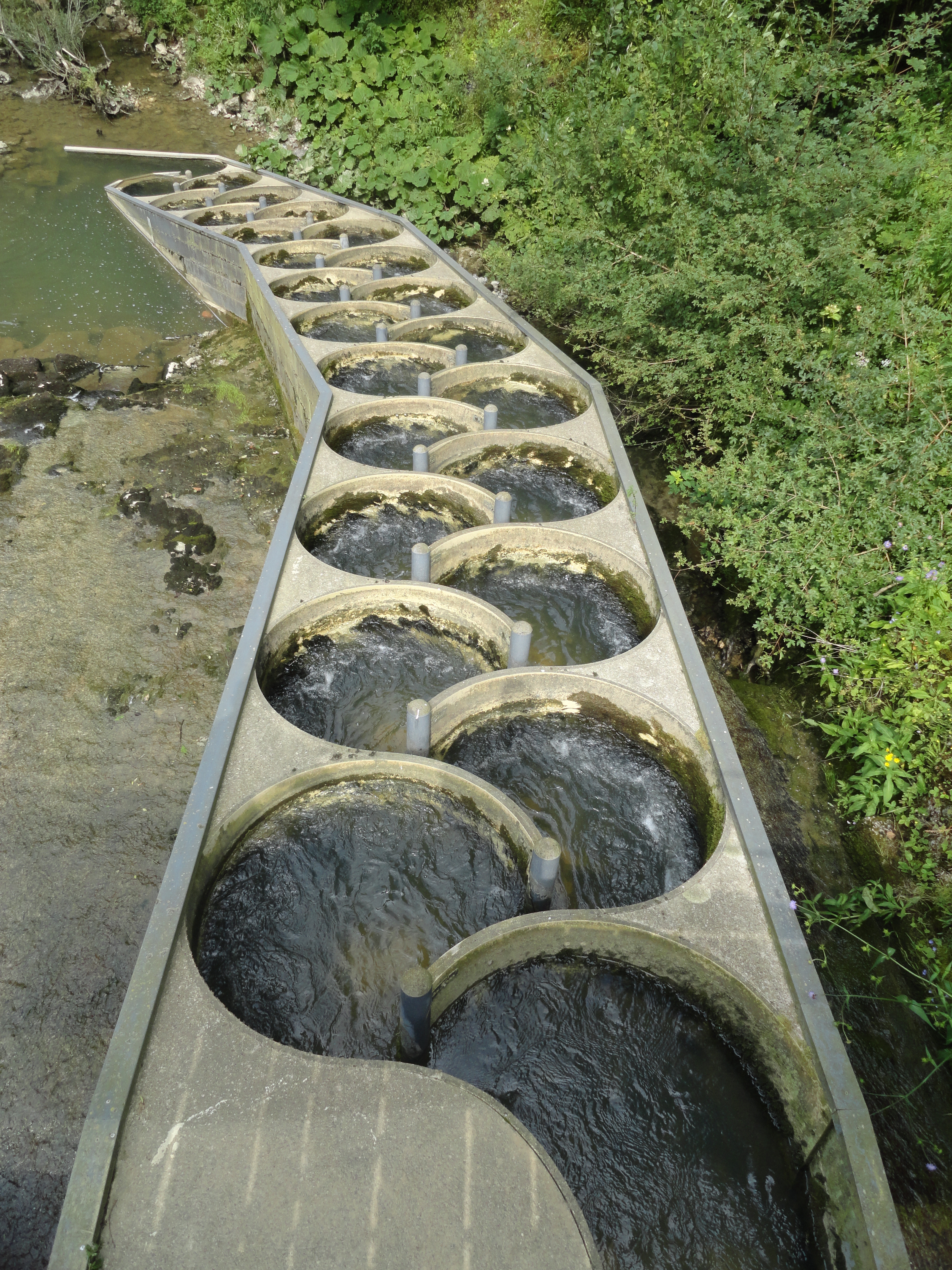
Fischtreppe an der Sorne in den Gorges du Pichoux

Die Sorne entspringt auf einer Höhe von etwa 1018 m ü. M. auf dem Boden des Kantons Jura am Ostrand der Franches-Montagnes (deutsch Freiberge) im Faltenjura in der Gemeinde Les Genevez. Zunächst fliesst sie durch das Petit Val, ein Längstal im Kanton Bern im Jura, nach Osten, bevor sie unterhalb von Sornetan einen scharfen Knick nach Norden macht und dabei von rechts den Pichoux aufnimmt. Nun durchbricht sie in einer typischen Klus die Antiklinale der Jurakette der Montagne de Moutier. Dieses Quertal, die Gorges du Pichoux, weist markante Felswände und -schichten auf, die die Faltenstruktur des Kettenjuras gut aufschliessen. In dieser 2 Kilometer langen Schlucht verliert die Sorne 200 Höhenmeter und tritt auf das Gebiet des Kantons Jura über.

Nördlich der Pichoux-Schlucht durchfliesst die Sorne das Talbecken von Undervelier mit der Grotte de Sainte-Colombe.

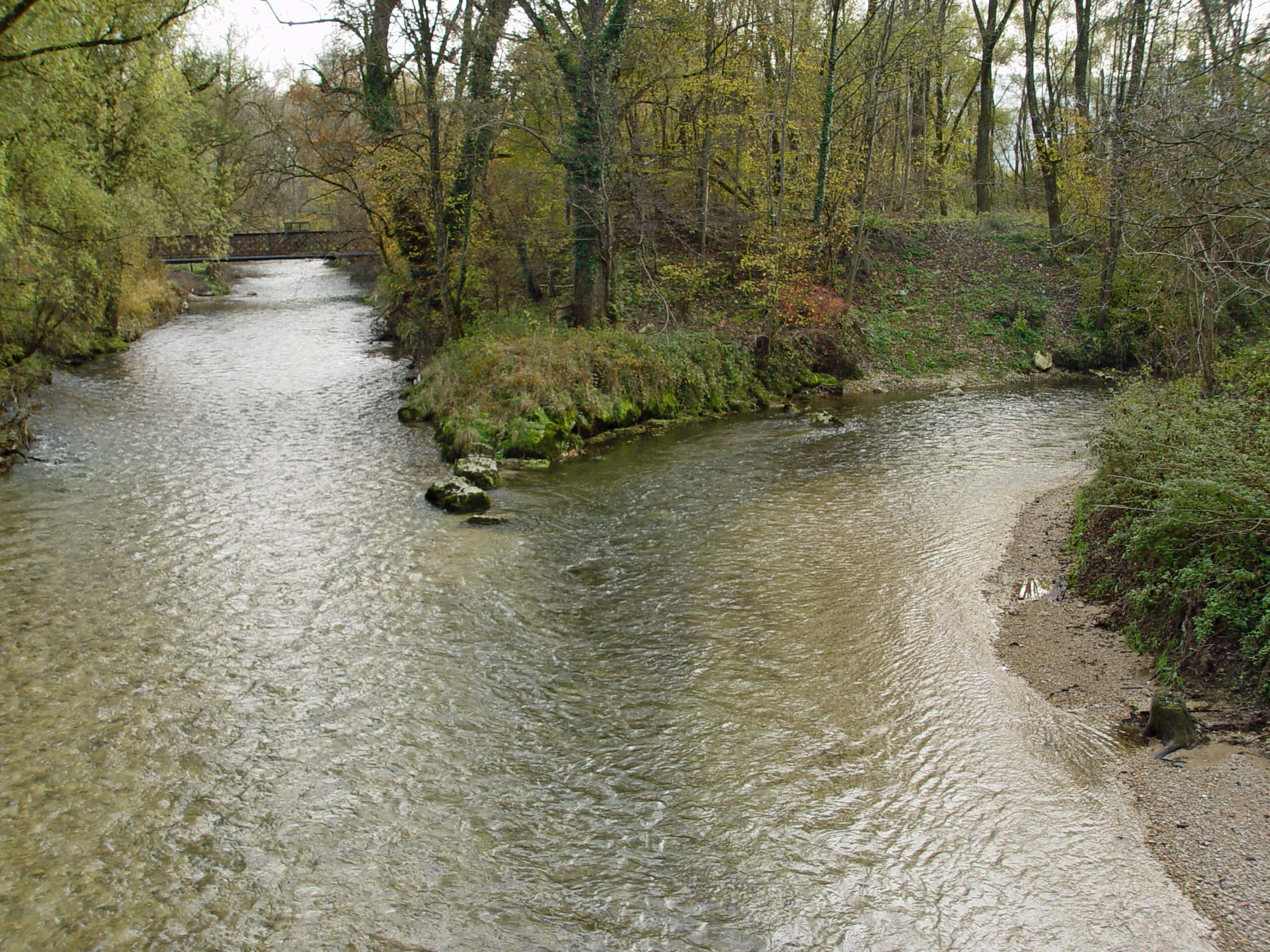
Einmündung der Sorne (rechts im Bild) in die Birs

Hier mündet von rechts kommend der Ruisseau de Soulce (Sulzbach). Gleich unterhalb des Ortes hat die Sorne eine weitere Klus geschaffen, sie durchbricht hier die Antiklinale des Le Mont und hat auf beiden Seiten rund 500 m hohe Talflanken.
Bei Bassecourt tritt die Sorne in die breite Talung des Delsberger Beckens hinaus und wendet ihren Lauf nach Osten. Hier nimmt sie von Westen den Tabeillon auf, den längsten Seitenbach, der aus den Freibergen kommt. Mit zahlreichen Windungen fliesst die Sorne durch die flache Talaue des Delsberger Beckens und durch die Stadt Delsberg, bevor sie nordöstlich der Stadt  auf einer Höhe von etwa 404 m ü. M. von links in die Birs mündet. Ihr ungefähr 31 km langer Lauf endet etwa 614 Höhenmeter unterhalb ihrer Quelle, sie hat somit ein mittleres Sohlgefälle von circa 20 ‰.

### Einzugsgebiet
Das 217,65 km² grosse Einzugsgebiet der Sorne liegt im Schweizer Juragebirge und wird durch sie über die Birs und den Rhein zur Nordsee entwässert.
Die Mittlere Höhe des Einzugsgebietes beträgt 771 m ü. M., die Minimale Höhe liegt bei 404 m ü. M. und die Maximale Höhe bei 1333 m ü. M.
Es besteht zu 45,8 % aus bestockter Fläche, zu 47,1 % aus Landwirtschaftsfläche und zu 6,6 % aus Siedlungsfläche.
Flächenverteilung

### Zuflüsse
- La Rouge Eau (rechts)
- Ruisseau Sagnes Jaques (links)
- Ruisseau les Sagnes (rechts)
- Sous le Beucle (links)
- La Drais (links)
- L'Sagne (rechts)
- Le Pichoux (Ruisseau de Tchaïbez) (rechts)
- Le Folpotat (Ruisseau de Soulce) (rechts)
- Le Miéry (links)
- Ruisseau du Biernol (rechts)
- Le Tabeillon (links)
- Ruisseau de Boécourt (links)
- La Rouge Eau (links)
- Ruisseau des Grosses Aingles (links)
- Grosses Aingles (rechts)
- Ruisseau des Esserts (links)
- Petites Aingles (rechts)
- La Tuilerie (Ruisseau de Courfaivre) (rechts)
- Ruisseau de Chételay (rechts)
- Ruisseau de Limaces (rechts)
- Ruisseau du Sacy (rechts)
- Bief de Châtillon (rechts)
- Ruisseau de Rossemaison (rechts)
- La Pran (Ruisseau de Develier) (links)
- Le Ticle (linke Abzweigung)
- Golatte (links)

## Hydrologie
An der Mündung der Sorne in die Birs beträgt ihre modellierte mittlere Abflussmenge (MQ) 4,59 m³/s. Ihr Abflussregimetyp ist pluvial jurassien, und ihre Abflussvariabilität beträgt 26.
Die Abflussmenge der Sorne schwankt im Laufe des Jahres relativ stark. Die höchsten Wasserstände wurden für die Monate Dezember bis April ermittelt. Ihren Höchststand erreicht die Abflussmenge mit 7,18 m³/s im Februar. Danach geht die Schüttung Monat für Monat zunächst leicht (bis April) und danach stark zurück und erreicht ihren niedrigsten Stand im August mit 1,71 m³/s, um dann wieder von Monat zu Monat anzusteigen.
Der  modellierte monatliche mittlere Abfluss (MQ) der Sorne in m³/s

## Charakter
Die Sorne ist im Ober- und Mittellauf grösstenteils natürlich oder naturnah gestaltet, im Unterlauf wurde sie teilweise kanalisiert. Ein Teil des Wassers versickert in den verkarsteten wasserdurchlässigen Kalksteinschichten im Bereich des Oberlaufs und tritt andernorts als Karstquelle wieder zutage, beispielsweise in den Blanches Fontaines in der Pichoux-Schlucht. Die Wasserkraft der Sorne wurde in den Eisenverhüttungswerken von Undervelier sowie mit mehreren Mühlen genutzt.

## Brücken

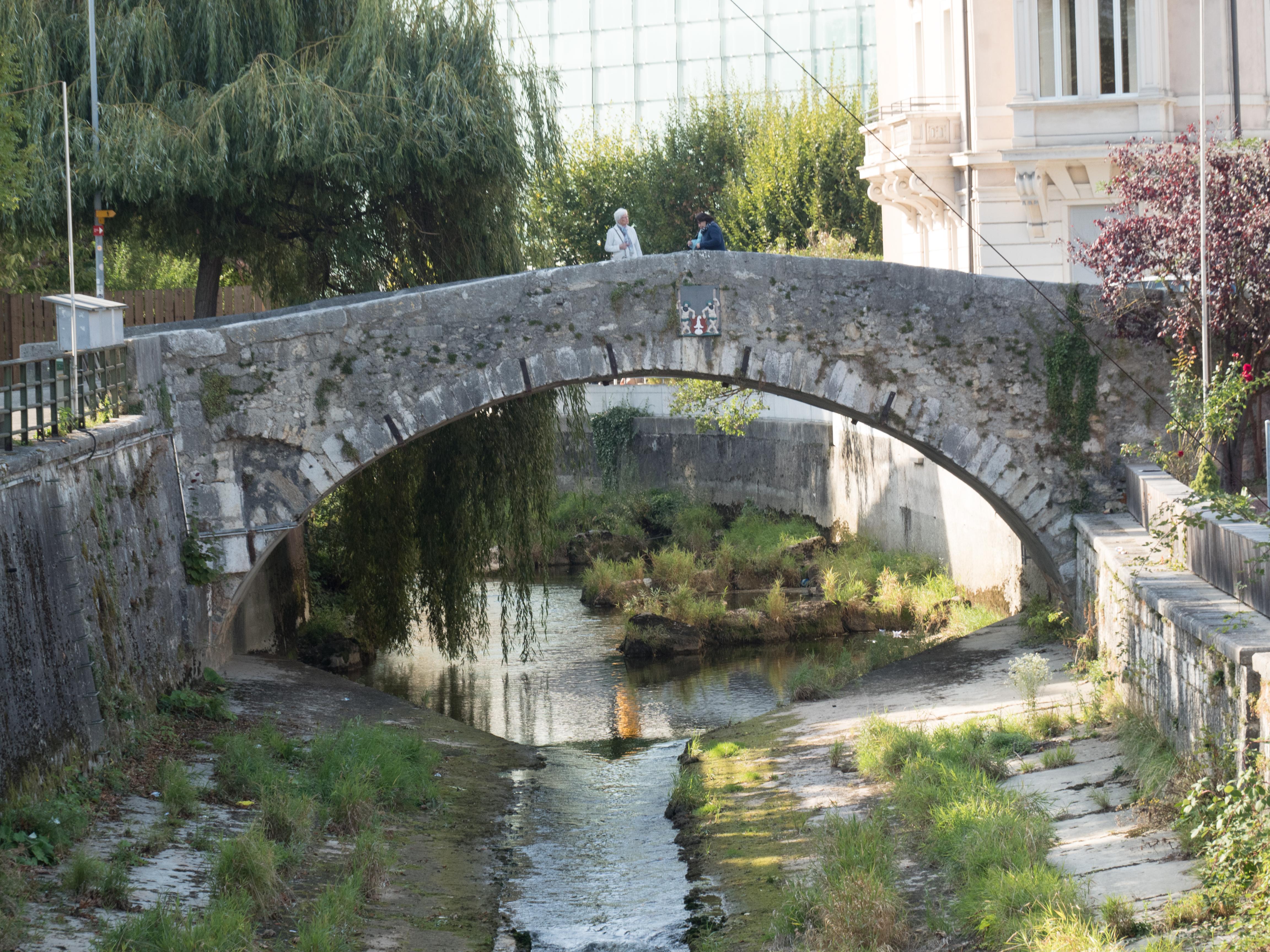
Rue-de-la-Maltière-Brücke über die Sorne, Delsberg

Auf ihrem Weg wird die Sorne von rund 60 Brücken überspannt, erwähnenswert sind die Berlincourt-Steinbogenbrücke von 1865 in Bassecourt, die A16-Autobahnbrücke von 2001–2003 in Delsberg sowie die historische Maltière-Steinbogenbrücke aus dem 15. Jahrhundert, ebenfalls in Delsberg.